# Руські Норваші
Руські Норваші́ (рос. Русские Норваши, чув. Нăрваш Сали) — село у складі Янтіковського району Чувашії, Росія. Входить до складу Янтіковське сільського поселення.
Населення — 134 особи (2010; 157 у 2002).
Національний склад:
- росіяни — 80 %